# Pindsvin
 For alternative betydninger, se Pindsvin (flertydig). (Se også artikler, som begynder med Pindsvin)
Pindsvinet (latin: Erinaceus europaeus), også kaldet vesteuropæisk pindsvin, er et pattedyr, der lever i Vesteuropa. I Danmark er det et af de mest velkendte pattedyr og lever ofte i småskove eller haver, hvor det er aktivt om natten. Dyret kendes på at have pigge på ryggen, hvilket fungerer som forsvar mod fjender. Dets føde består især af insekter og deres larver samt orme og snegle. Pindsvinet går i vinterhi.

## Udseende
Et voksent pindsvin er 23-30 cm med en kort hale på 2,5 cm. Det vejer normalt mellem 800 og 1.000 gram. På hovedet og ryggen er der pigge, der måler 20-30 mm i længden og omkring 1 mm i diameter. På undersiden og benene har dyret en brunlig pels. Snuden ender i en bevægelig, fugtig, sort næse. Fødderne har trædepuder og fem kløer. Dyret går på hele fodsålen. Benene er korte med forbenene som de kraftigste.
De to køn ligner hinanden, men hannens penisskede sidder længere fremme mod bugen end hunnens kønsåbning, der sidder helt tilbage mellem bagbenene. Både han og hun har fem par dievorter. Hannen er som regel større end hunnen.

### Pigge
Et nyfødt pindsvin har omkring 90 bløde, hvide pigge. Et voksent pindsvin har 5.000-7.000 pigge. Pindsvinet kan stritte med sine pigge og rulle sig sammen i forsvarsposition, hvor hoved og lemmer skjules.

## Føde
Pindsvin er næsten altædende, men foretrækker insekter, f.eks. biller og deres larver samt snegle og deres æg, regnorme, og tusindben. Dræbersnegle er langt nede på deres liste af foretrukket føde og kun de små og æggene spises.
I nogle tilfælde æder de også frøer, små krybdyr, unge fugle, mus, fugleæg, agern og bær. Større dyr spiser de kun, hvis de finder dem som ådsler. Frugt og bær spiser de kun, fordi de er søde, pga. de dyr de måtte finde i frugten eller hvis de mangler vand. De ikke kan fordøje frugt, så det har ingen næringsværdi for dem.[kilde mangler]

## Vintersøvn
Pindsvinet søger i vinterhi om efteråret. Naturhistorikeren Hans Hvass skriver, at dyret som regel falder i vintersøvn, når temperaturen er nået ned på 10 °C. Pindsvinets legemstemperatur kan under vintersøvnen falde til blot 1 °C. Pindsvinet vågner i Danmark normalt fra sin vintersøvn i april-maj.

## Ynglebiologi
Hen på sommeren begynder brunsttiden. Hunnen, pindsoen, er drægtig i fem-seks uger og kuldet er normalt på seks-syv grise. Reden er oftest foret med mos, blade eller hø. Pindsoen er alene om at passe ungerne, der er blinde i de første dage og først åbner øjnene efter 14-18 dage. Ungerne dier soen indtil de er cirka seks uger gamle. Efter cirka tre måneder er de fuldt udvoksede og er forplantningsdygtige den følgende sommer.

### Parring
Parringen foregår om aftenen efter mørkets frembrud og iagttages sjældent. Det sker ved at hannen i et stykke tid cirkler omkring hunnen, før den får lov til at kravle op på hunnens ryg. Parringen varer nogle minutter.

## Udbredelse
Pindsvinet findes fra den Iberiske Halvø og Italien i syd til Skandinavien og det vestlige Rusland i nord. I Centraleuropa og videre mod øst erstattes pindsvinet af den nærtbeslægtede art Erinaceus roumanicus.
Pindsvinet er blevet indført til en del europæiske øer, f.eks. Kykladerne, og New Zealand.

### Habitat
Pindsvinet stiller ikke store krav til habitaten. De findes både i småskove, krat, parker og haver. Der skal dog være vegetation således at pindsvinet kan gemme sig om dagen.

## Fjender
Hundebid, haveredskaber, robotplæneklippere, net i fodboldmål, jordbærnet, svømmebassiner og lignende er de mest almindelige årsager til, at pindsvin kommer til skade. Uden hjælp dør de ofte af selv mindre bid. Det er en myte, at pindsvin ikke bliver skadet, hvis en hund får lov til at lege med dem. Mange gange får de en mindre skade og dør af infektion efter få dage.

## Underarter og klassifikation
Pindsvinet blev tidligere henregnet til ordenen insektædere, senere til de ægte insektædere. Nu er det foreslået, at det bør tilhøre ordenen Erinaceomorpha, der kun består af pindsvinefamilien.
Der er fire underarter:
- Erinaceus europaeus centralrossicus
- Erinaceus europaeus europaeus
- Erinaceus europaeus hispanicus
- Erinaceus europaeus italicus

## Pindsvinet og mennesket
Hvis man vil hjælpe de vilde pindsvin med mad i sin have, så skal man stille vand og kattetørfoder drysset i græsset. Nogle giver melorm til pindsvin, men selvom de er meget glade for dem, bør de ikke gives. De har et højt fosforindhold og lavt kalkindhold, og dette kan medføre metabolisk knoglesygdom. Selv om pindsvin kan lokkes til at spise dåselaks, kylling, kogte kartofler, gulerødder, frugt og frugtsaft, så gør det mere skade end gavn, da pindsvin ikke kan fordøje menneskeføde, og det vil optage pladsen i maven fra deres egen føde. Man kan se pindsvin spise nedfaldne peanuts fra fuglefoderstationer. Prøv at undgå dette. Peanuts kan sætte sig fast i ganen på pindsvinet og forhindre det i at spise.

### Mælk
Mange har lært, at man skal stille mælk ud til pindsvinet, hvis man har et i sin have. Det er en dårlig ide. De voksne får dårlig mave af at drikke den og ungerne kan dø af det. I stedet for skal man stille vand frem til dem. Især i villahaver, hvor pindsvinene kan have svært ved selv at finde vand.

### Lovgivning
I Danmark er det forbudt at holde de europæiske pindsvin (Erinaceus europaeus) i fangenskab, fordi de kan dø af det. Det er dog tilladt at holde andre arter af pindsvin bl.a. Afrikansk hvidbuget dværgpindsvin og flere andre art i fangenskab. Desuden må det europæiske pindsvin heller ikke flyttes fra et sted til et andet, da det i så fald ikke kan finde sin rede og vil dø uden et tilflugtssted om dagen.
Tilskadekomne pindsvin og forladte unger må plejes efter Artsfredningsbekendtgørelsen og kun af personer, der har fået bevilling af Miljøstyrelsen. Der findes særlige plejesteder med fagfolk, der modtager pindsvin uden beregning. Unger bør opnå en vægt på 500 gram, inden de går i dvale omkring november - alt efter vejrforholdene og tilgængelighed af føde.

## Billeder
- Pindsvin, Erinaceus europaeus
- Et sammenrullet pindsvin
- Et ungt pindsvin